# Route départementale 1 (Guadeloupe)
Pour les articles homonymes, voir Route départementale 1.

La route départementale 1, ou RD 1, est une route départementale française en Guadeloupe de 21 km, qui relie Petit-Bourg (La zone activités de la Lézarde) à la commune de Baie-Mahault.